# Línea 6 (EMT Madrid)
La línea 6 de la EMT de Madrid une la plaza de Jacinto Benavente con el barrio de Orcasitas, en el distrito de Usera.

## Características

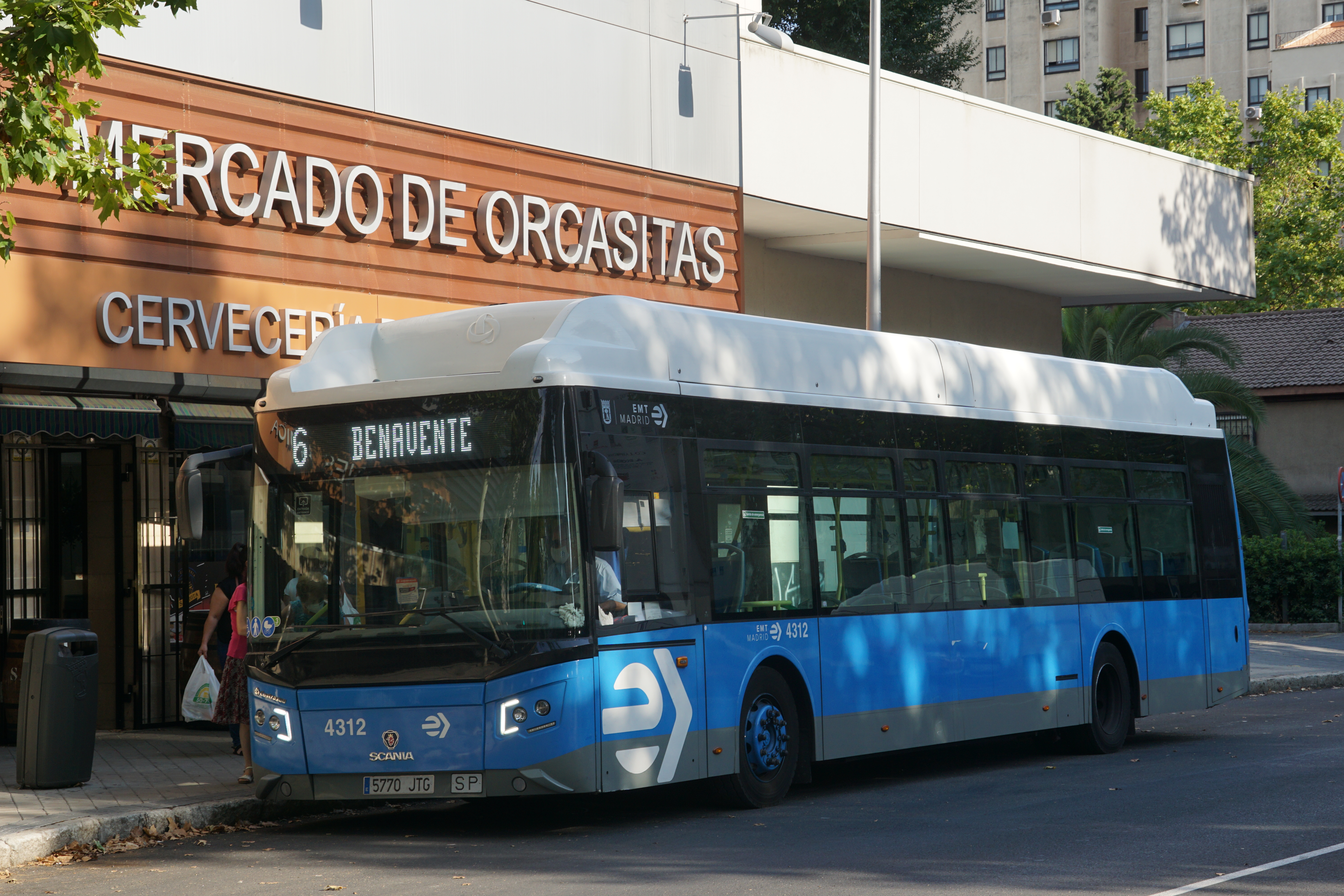
En el final de Orcasitas en la calle Guetaria junto al Mercado de Orcasitas, final tradicional de la línea, agosto de 2020

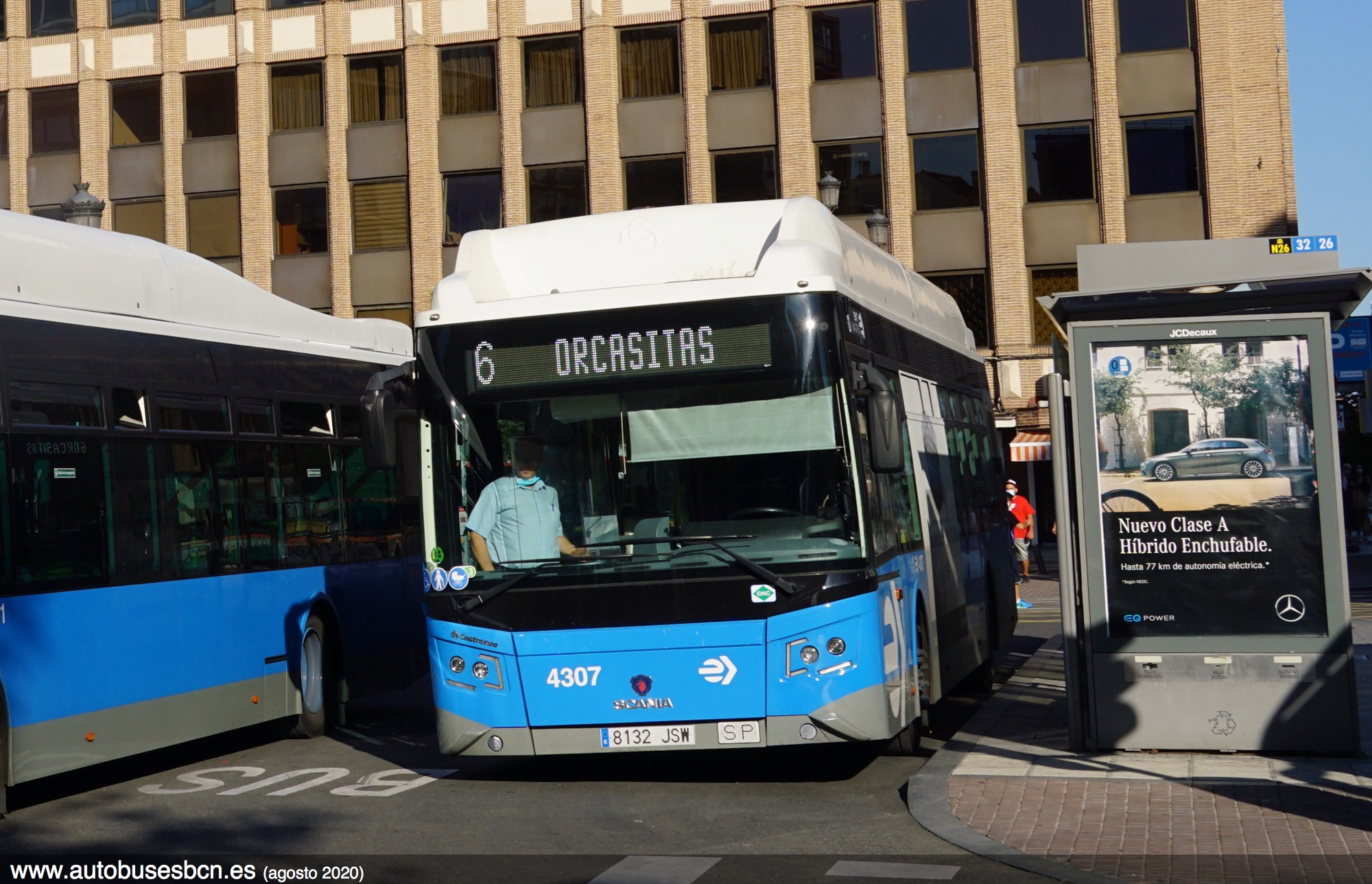
En el final de Benavente, agosto de 2020

Esta línea radial comunica Orcasitas con el centro de Madrid al igual que lo hace la línea 60. La diferencia entre ambas está en que la línea 6 une Orcasitas con los intercambiadores de Legazpi y Atocha y da servicio al corazón del barrio de Almendrales (Usera), mientras que la línea 60 une Orcasitas con el intercambiador de Plaza Elíptica, atiende la zona industrial de Orcasitas y el Paseo de Santa María de la Cabeza dentro del distrito de Usera. La línea tiene circuito neutralizado (Jacinto Benavente > Tirso de Molina).
La línea entró en servicio el 6 de diciembre de 1948 con un recorrido que partía de la Plaza Legazpi, seguía por Atocha y terminaba en Antón Martín.
Posteriormente, en 1961 fue ampliada a Almendrales y el 14 de febrero de 1971 se prolongó por la calle Dolores Barranco, llegando al Parque de la Paloma (avenida Rafaela Ybarra). Finalmente fue prolongada a Orcasitas el 8 de junio de 1975.
El 16 de julio de 2004 prolongó su recorrido en sentido Orcasitas: desde su ruta en Av. Rafaela Ybarra continuaba por C/ Gainza, C/ Guetaria a su cabecera actual. Las tres paradas del nuevo recorrido se consideraban como circuito neutralizado.

### Frecuencias
| Lunes a viernes laborables      |               |
| De 6:00 a 7:00                  | 7-14 minutos  |
| De 7:00 a 21:00                 | 6-9 minutos   |
| De 21:00 a 23:00                | 8-17 minutos  |
| Sábados laborables              |               |
| De 9:00 a 22:00                 | 8-11 minutos  |
| De 6:00 a 9:00 De 22:00 a 23:00 | 10-17 minutos |
| Domingos y festivos             |               |
| De 7:00 a 10:00                 | 10-17 minutos |
| De 10:00 a 22:00                | 9-13 minutos  |
| De 22:00 a 23:00                | 11-17 minutos |

## Recorrido y paradas

### Sentido Orcasitas
La línea inicia su recorrido en la Plaza de Jacinto Benavente. Desde aquí gira por la calle de la Concepción Jerónima e inmediatamente a la izquierda por Conde de Romanones hasta la Plaza de Tirso de Molina.
En la plaza se dirige hacia el este por la calle de la Magdalena hasta incorporarse a la calle de Atocha, por la que baja hasta la Plaza del Emperador Carlos V, donde gira a la derecha para incorporarse al Paseo de Santa María de la Cabeza, que recorre hasta la glorieta homónima, donde continua su recorrido por la calle Embajadores y poco después gira a la derecha por la calle de Jaime El Conquistador, que recorre entera.
Al final de esta calle gira a la izquierda por el Paseo de la Chopera, en dirección a la Plaza de Legazpi, donde gira a la derecha para pasar sobre el río Manzanares por el Puente de Andalucía, hasta llegar a la Glorieta de Cádiz.
En esta glorieta toma la salida hacia la calle Marcelo Usera, adentrándose en el distrito de Usera. Poco después de entrar por Marcelo Usera, gira a la izquierda por la calle San Antonio de Padua, continuando al final de ésta por la calle Santuario hasta girar a la derecha por la calle del Cristo de la Victoria, que recorre hasta el final desembocando en la Avenida de Rafaela Ybarra.
A continuación la línea gira a la izquierda por esta avenida y la recorre en dirección sur hasta entrar en el barrio de Orcasitas, dentro del cual da servicio a la calle Gainza girando a la derecha y de nuevo gira a la derecha para incorporarse a la calle Guetaria, donde acaba su recorrido en este sentido al tener la cabecera en la calle Guetaria esquina calle Ordicia.
| Código SAE | Código EMT | Denominación EMT                       | Denominación completa                | Ubicación                              | Líneas de la parada                    | Metro / Cercanías    |
| ---------- | ---------- | -------------------------------------- | ------------------------------------ | -------------------------------------- | -------------------------------------- | -------------------- |
| 236        | 1918       | Benavente                              | Pza.Jacinto Benavente                | Plaza de Jacinto Benavente S/N.º       | 6 26 32 65 N26                         |                      |
| 237        | 1919       | Tirso de Molina                        | Pza.Tirso de Molina                  | Plaza de Tirso de Molina Nº1           | 6 26 32 M1 N26                         | Tirso de Molina      |
| 238        | 1921       | Antón Martín                           | Atocha-Magdalena                     | Calle de Atocha Nº58                   | 6 26 32 N26                            | Antón Martín         |
| 239        | 1922       | Desamparados                           | Atocha-Costanilla Desamparados       | Calle de Atocha Nº82                   | 6 26 32                                |                      |
| 240        | 1924       | Prado-Atocha                           | Atocha-Pza.Emperador Carlos V        | Calle de Atocha Nº114                  | 6 26 32                                | Estación del Arte    |
| 241        | 1167       | Reina Sofía                            | Pza.Emperador Carlos V-R.Atocha      | Plaza del Emperador Carlos V Nº6       | 6 59 85 E1 N14                         | Atocha               |
| 5013       | 1926       | Palos de la Frontera                   | PºSta.Mª Cabeza-Palos Frontera       | Paseo de Santa María de la Cabeza Nº44 | 6 59 85 N14                            | Palos de la Frontera |
| 243        | 1927       | Santa María de la Cabeza               | PºSta.Mª Cabeza-Embajadores          | Paseo de Santa María de la Cabeza Nº60 | 6 55 59 85 463 N14 N801 N805 N806 N807 |                      |
| 244        | 1928       | Santa María de la Cabeza               | Embajadores-Gta.Sta.Mª Cabeza        | Calle de Embajadores Nº114             | 6 59 78 85 148                         |                      |
| 245        | 1931       | Jaime El Conquistador-Embajadores      | Jaime El Conquistador - Embajadores  | Calle de Jaime el Conquistador Nº5     | 6 78 148 N14                           |                      |
| 246        | 1933       | Jaime El Conquistador                  | Jaime El Conquistador-Eugenio Selles | Calle de Jaime el Conquistador Nº38    | 6 78 148 N14                           |                      |
| 247        | 1122       | Casa del Reloj                         | PºChopera-Pza.Gral.Maroto            | Paseo de la Chopera Nº12               | 6 18 78 148 N12 N14                    |                      |
| 763        | 1124       | Legazpi-Matadero                       | PºChopera-Pza.Legazpi                | Paseo de la Chopera S/N.º              | 6 18 78 148 N12 N14                    | Legazpi              |
| 249        | 1935       | Glorieta de Cádiz                      | Marcelo Usera-Gta.de Cádiz           | Calle de Marcelo Usera Nº4             | 6 47 78 247                            |                      |
| 250        | 1938       | San Antonio de Padua                   | San Antonio Padua-A.Salvador         | Calle de San Antonio de Padua Nº22     | 6 78                                   |                      |
| 251        | 1939       | Santuario                              | Santuario                            | Calle de San Antonio de Padua Nº51     | 6 78                                   |                      |
| 252        | 1941       | Evangelios                             | Evangelios-Santuario                 | Calle Evangelios, Nº2                  | 6                                      |                      |
| 253        | 1943       | Dolores Barranco                       | Dolores Barranco-Amor Hermoso        | Calle de Dolores Barranco Nº12         | 6                                      |                      |
| 254        | 1945       | Plaza del Hidrógeno                    | Dolores Barranco-Jaspe               | Calle de Dolores Barranco Nº50         | 6                                      |                      |
| 255        | 1947       | Junta Municipal Usera                  | Av.Rafaela Ybarra-Dolores Barranco   | Avenida de Rafaela Ybarra Nº8          | 6 60 81 N15                            |                      |
| 256        | 1949       | Rafaela Ybarra-Marina Vega             | Av.Rafaela Ybarra-Marina Vega        | Avenida de Rafaela Ybarra Nº40         | 6 60 81                                |                      |
| 3940       | 1951       | Rafaela Ybarra-Pradolongo              | Av.Rafaela Ybarra-Pque.de la Paloma  | Avenida del Cerro de los Ángeles Nº27  | 6 60 81 N15                            |                      |
| 258        | 1953       | Polideportivo Orcasitas                | Av.Rafaela Ybarra-Pque.de la Paloma  | Avenida de Rafaela Ybarra Nº52         | 6 60 81 N15                            |                      |
| 566        | 1955       | Avenida de los Poblados-Rafaela Ybarra | Av.Rafaela Ybarra-Av.Poblados        | Avenida de Rafaela Ybarra v91          | 6 60 78 81                             |                      |
| 259        | 1957       | Rafaela Ybarra-Cestona                 | Av.Rafaela Ybarra-Cestona            | Avenida de Rafaela Ybarra Nº72         | 6 60 78 81 116 131 N15                 |                      |
| 260        | 1958       | Unidad                                 | Av.Rafaela Ybarra-Unidad             | Calle Deva Nº43                        | 6 131                                  |                      |
| 261        | 1959       | Rafaela Ybarra-Alzola                  | Av.Rafaela Ybarra-Villabona          | Avenida de Rafaela Ybarra Nº90         | 6 131                                  |                      |
| 5175       | 292        | Rafaela Ybarra-Centro Comercial        | Av.Rafaela Ybarra-Beasáin            | Avenida de Rafaela Ybarra Nº121        | 6 131                                  |                      |
| 5176       | 315        | Gaínza                                 | Gaínza-Av.Rafaela Ybarra             | Calle de Gaínza Nº331                  | 6                                      |                      |
| 5177       | 332        | Guetaria-Ordicia                       | Guetaria-Ordicia                     | Calle de Guetaria Nº73                 | 6                                      |                      |
| 6099       | 5359       | Orcasitas                              | Guetaria-Villabona                   | Calle de Guetaria Nº49                 | 6                                      |                      |

### Sentido Plaza de Jacinto Benavente
La línea inicia su recorrido en la calle de Guetaria, que recorre hacia el norte hasta el final girando entonces a la derecha por la Avenida de los Poblados.
En la siguiente intersección gira a la izquierda por la Avenida de Rafaela Ybarra saliendo ya del barrio de Orcasitas para adentrarse en Pradolongo (Usera). En dicha avenida, gira a la derecha por la calle Cristo de la Victoria.
Desde la calle Cristo de la Victoria gira a la izquierda por la calle Santuario, continuando al final de la misma por la calle Almendrales hasta llegar a la intersección con la calle Marcelo Usera, donde gira a la derecha para incorporarse a esta calle, que recorre hasta llegar a la Glorieta de Cádiz.
Desde la glorieta toma la salida hacia el Puente de Andalucía, que la lleva a la Plaza de Legazpi, donde gira a la izquierda hacia el Paseo de la Chopera. Recorre este paseo hasta girar a la derecha por la calle Jaime el Conquistador, que recorre en su totalidad hasta la calle Embajadores, donde gira a la izquierda.
Llegando por la calle Embajadores a la glorieta de Santa María de la Cabeza, gira a la derecha por la calle Ferrocarril, que recorre en su totalidad hasta que se incorpora al Paseo de las Delicias girando a la izquierda.
La línea recorre este paseo hacia el norte hasta llegar a la Plaza de Carlos V, donde gira a la izquierda para subir por la calle Atocha hasta llegar a la Plaza de Jacinto Benavente, donde acaba su recorrido en este sentido.
| Código SAE | Código EMT | Denominación EMT                       | Denominación completa                 | Ubicación                                | Líneas de la parada                           | Metro / Cercanías                     |
| ---------- | ---------- | -------------------------------------- | ------------------------------------- | ---------------------------------------- | --------------------------------------------- | ------------------------------------- |
| 6099       | 5359       | Orcasitas                              | Guetaria-Villabona                    | Calle de Guetaria Nº49                   | 6                                             |                                       |
| 263        | 1961       | Guetaria-Leiza                         | Guetaria-Lesaca                       | Calle de Guetaria Nº23                   | 6 60                                          |                                       |
| 264        | 1962       | Guetaria-Tolosa                        | Guetaria-Tolosa                       | Calle de Guetaria Nº1                    | 6 60                                          |                                       |
| 265        | 1963       | Avenida de los Poblados-Rafaela Ybarra | Av.Poblados-Av.Rafaela Ybarra         | Avenida de los Poblados Nº130            | 6 60 116 121 131                              |                                       |
| 595        | 4814       | Avenida de los Poblados-Rafaela Ybarra | Av.Rafaela Ybarra-Av.Poblados         | Avenida de Rafaela Ybarra Nº89           | 6 60 78 81 N15                                |                                       |
| 266        | 4815       | Polideportivo Orcasitas                | Av.Rafaela Ybarra-R.Beltrán Rózpide   | Avenida de Rafaela Ybarra Nº83           | 6 60 81 N15                                   |                                       |
| 6795       | 5288       | Rafaela Ybarra-Parque de la Paloma     | Av.Rafaela Ybarra-Parque de la Paloma | Avenida de Rafaela Ybarra 77             | 6 60 81 N15                                   |                                       |
| 268        | 1950       | Rafaela Ybarra-Marina Vega             | Av.Rafaela Ybarra-Marina Vega         | Avenida de Rafaela Ybarra S/N.º          | 6 60 81                                       |                                       |
| 269        | 1948       | Junta Municipal Usera                  | Av.Rafaela Ybarra-Dolores Barranco    | Avenida de Rafaela Ybarra Nº18           | 6 60 81 N15                                   |                                       |
| 270        | 1946       | Plaza del Hidrógeno                    | Pza.del Hidrógeno                     | Plaza del Hidrógeno Nº5                  | 6                                             |                                       |
| 271        | 1944       | Dolores Barranco                       | Dolores Barranco-Olvido               | Calle de Dolores Barranco S/N.º          | 6                                             |                                       |
| 272        | 1942       | Evangelios                             | Evangelios-Santuario                  | Calle de Evangelios Nº1                  | 6                                             |                                       |
| 273        | 5358       | Santuario                              | Santuario-San Antonio Padua           | Calle de Almendrales Nº43                | 6 78                                          |                                       |
| 274        | 3912       | Glorieta de Cádiz                      | Marcelo Usera-Gta.de Cádiz            | Calle de Marcelo Usera Nº5               | 6 78                                          |                                       |
| 787        | 1125       | Legazpi-Matadero                       | PºChopera-Pza.Legazpi                 | Paseo de la Chopera Nº69                 | 6 18 78 148 N12 N14                           | Legazpi                               |
| 276        | 1123       | Casa del Reloj                         | PºChopera-Pza.Gral.Maroto             | Paseo de la Chopera Nº45                 | 6 18 78 148 N12 N14                           |                                       |
| 277        | 1934       | Jaime El Conquistador                  | Jaime El Conquistador-Eugenio Selles  | Calle de Jaime el Conquistador Nº21      | 6 78 148 N14                                  |                                       |
| 278        | 1932       | Jaime El Conquistador-Embajadores      | Jaime El Conquistador-Embajadores     | Calle de Jaime el Conquistador Nº3       | 6 78 148 N14                                  |                                       |
| 279        | 1929       | Santa María de la Cabeza               | Gta.Santa María de la Cabeza          | Glorieta de Santa María de la Cabeza Nº5 | 6 55 E1 N14                                   |                                       |
| 280        | 1930       | Ferrocarril                            | Ferrocarril Nº13                      | Calle del Ferrocarril Nº13               | 6 55 N14                                      | Delicias (Metro) Delicias (Cercanías) |
| 281        | 1184       | Metro Palos de la Frontera             | PºDelicias-Pza.Luca de Tena           | Paseo de las Delicias Nº47               | 6 19 45 47 55 59 85 86 247 N14 N801 N805 N807 | Palos de la Frontera                  |
| 282        | 89         | Delicias-Atocha                        | Pº.Delicias-Tortosa                   | Paseo de las Delicias Nº7                | 6 19 45 N14                                   | Atocha                                |
| 283        | 1925       | Prado-Atocha                           | Atocha-Pza.Emperador Carlos V         | Calle de Atocha Nº127                    | 6 26 32                                       | Estación del Arte                     |
| 284        | 1923       | Desamparados                           | Atocha-Costanilla Desamparados        | Calle de Atocha Nº85                     | 6 26 32                                       |                                       |
| 5500       | 1920       | Antón Martín                           | Atocha-León                           | Calle de Atocha Nº53                     | 6 26 32 N26                                   |                                       |
| 236        | 1918       | Benavente                              | Pza.Jacinto Benavente                 | Plaza de Jacinto Benavente S/N.º         | 6 26 32 65 N26                                |                                       |

## Galería de imágenes

Mapa de la Plaza de Jacinto Benavente, una de las cabeceras de la línea, con los recorridos de los autobuses de la EMT que pasan por ella.